# Hydrangea steyermarkii
Hydrangea steyermarkii är en hortensiaväxtart som beskrevs av Paul Carpenter Standley. Hydrangea steyermarkii ingår i släktet hortensior, och familjen hortensiaväxter. Inga underarter finns listade i Catalogue of Life.